# Phalloniscus mateui
Phalloniscus mateui là một loài chân đều trong họ Dubioniscidae. Loài này được Vandel miêu tả khoa học năm 1953.